# Болюх Пилип
Пилип Болюх (псевдо.: «Липа»; нар. 1925, с. Поручин, Бережанський район, Тернопільська область — пом. ?) — лицар Бронзового хреста заслуги УПА та Срібного хреста бойової заслуги УПА 2 класу.

## Життєпис
Керівник пункту зв'язку Подільського крайового проводу ОУН. 

## Нагороди
- Згідно з Наказом Головного військового штабу УПА ч. 1/52 від 20.06.1952 р. керівник пункту зв’язку Подільського крайового проводу ОУН Пилип Болюх – «Липа» нагороджений Срібним хрестом бойової заслуги УПА 2 класу.
- Згідно з Наказом Головного військового штабу УПА ч. 1/51 від 25.05.1951 р. керівник пункту зв’язку Подільського крайового проводу ОУН Пилип Болюх – «Липа» нагороджений Бронзовим хрестом заслуги УПА.
- Відзначений Двома Срібними Зірками за рани (30.06.1948).

## Вшанування пам'яті
- 19.11.2017 р. від імені Координаційної ради з вшанування пам’яті нагороджених Лицарів ОУН і УПА у м. Бережани Тернопільської обл. Срібний хрест бойової заслуги УПА 2 класу (№ 006) та Бронзовий хрест заслуги УПА (№ 025) передані на зберігання Біщецькій сільській раді Бережанського району Тернопільської обл.